# Eiphosoma
Eiphosoma är ett släkte av steklar. Eiphosoma ingår i familjen brokparasitsteklar.

## Dottertaxa tillEiphosoma, i alfabetisk ordning[1]
- Eiphosoma anchon
- Eiphosoma arizonense
- Eiphosoma atrovittatum
- Eiphosoma aztecum
- Eiphosoma batatae
- Eiphosoma bogan
- Eiphosoma cerfen
- Eiphosoma colludum
- Eiphosoma dentator
- Eiphosoma dolopon
- Eiphosoma flavescens
- Eiphosoma fluminense
- Eiphosoma fuzhi
- Eiphosoma glabritum
- Eiphosoma gollum
- Eiphosoma haitiense
- Eiphosoma henorum
- Eiphosoma kelpanum
- Eiphosoma laphygmae
- Eiphosoma lopesi
- Eiphosoma luteum
- Eiphosoma macrum
- Eiphosoma maculicoxa
- Eiphosoma mangabeirai
- Eiphosoma matogrossense
- Eiphosoma mexicanum
- Eiphosoma minense
- Eiphosoma nigrolineatum
- Eiphosoma nigrovittatum
- Eiphosoma nigrum
- Eiphosoma nullum
- Eiphosoma paraguaiense
- Eiphosoma perti
- Eiphosoma porrax
- Eiphosoma pyralidis
- Eiphosoma quadrilineatum
- Eiphosoma quorum
- Eiphosoma rheum
- Eiphosoma ribeiroi
- Eiphosoma rudelium
- Eiphosoma saranum
- Eiphosoma septentrionale
- Eiphosoma shaghi
- Eiphosoma striatum
- Eiphosoma strontorium
- Eiphosoma tantalium
- Eiphosoma terrax
- Eiphosoma travassosi
- Eiphosoma urgulium
- Eiphosoma vitticolle
- Eiphosoma yoron